# Anna Vigone
Anna Vigone (7 febbraio 1930 – 5 febbraio 2015) è stata una veterinaria italiana e la prima donna a laurearsi in medicina veterinaria alla Università degli studi di Torino, 179 anni dopo la sua fondazione.

## Biografia
Anna Vigone è stata la prima donna a laurearsi in Medicina Veterinaria presso la Scuola di Veterinaria di Torino il 4 luglio del 1952. Nata nel 1930, ha affrontato molte sfide per affermarsi in un campo tradizionalmente maschile. Nonostante l'opposizione iniziale della madre e i pregiudizi dell'epoca, ha intrapreso gli studi veterinari nel 1948 dopo aver conseguito il diploma di maturità presso il Liceo Classico Massimo d’Azeglio di Torino.
Durante il suo percorso accademico, Vigone si è distinta per il suo impegno e la sua partecipazione attiva alla vita universitaria, studiando con i suoi colleghi e adattandosi alla rigorosa atmosfera dell'epoca. Ha superato con successo gli esami, dimostrando competenza e dedizione, e ha ottenuto il diploma di laurea in quattro anni.
Dopo la laurea, ha iniziato a lavorare come assistente volontaria presso la stessa facoltà dove aveva studiato, affiancando docenti che erano stati suoi compagni di corso. Ha svolto varie attività pratiche, inclusi interventi chirurgici e cure agli animali domestici.
Nel 1953, la dottoressa Vigone si è trasferita a Ivrea, dove ha intrapreso la libera professione come veterinaria. Nonostante le iniziali perplessità della comunità locale, è riuscita a farsi apprezzare per la sua competenza e la sua dedizione, diventando una figura rispettata nella professione. Fu lei ad accorgersi che il farmaco Depoprovera, utilizzato per bloccare l'ovulazione degli animali domestici, favoriva l'insorgenza di tumori e a consigliare i suoi pazienti di castrare i propri animali. Il farmaco, in effetti, venne ritirato dal mercato pochi anni più tardi
È deceduta il 5 febbraio 2015, lasciando il suo corpo al Laboratorio per lo Studio del Cadavere dell'Università di Torino per scopi scientifici.